# Verhovazsjei járás

A Verhovazsjei járás a Vologdai területen

A Verhovazsjei járás (oroszul Верховажский муниципальный район) Oroszország egyik járása a Vologdai területen. Székhelye Verhovazsje.

## Népesség
- 1989-ben 18 560 lakosa volt.
- 2002-ben 16 346 lakosa volt, akik főleg oroszok.
- 2010-ben 13 898 lakosa volt, melyből 13 602 orosz, 72 ukrán, 63 cigány, 39 örmény, 16 fehérorosz, 6 tatár, 1 azeri, 1 üzbég stb.